# 傳頌承
傳頌承慶祝匯演於2006年2月14日在香港會議展覽中心Hall3舉行。該匯演是慶祝鮑思高慈幼會來華百年，慈幼會特舉辦了一系列活動以紀盛事。該匯演共分日場和夜場，前中華會省省會長韓大輝神父和總會長查偉思神父兩場均有到場；夜場就有香港特別行政區首長曾蔭權和天主教教區樞機主教陳日君到場。門票並沒有公開發售，只贈給慈幼大家庭的各個院校。

## 演員和製作單位

### 演員
共動用了六百多名的演員，演員來自慈幼大家庭屬下的十九間學校，共用了五個月時間在學校和鄧鏡波學校綵排訓練。

#### 表演單位
- 聖類斯中學
- 香港仔工業學校
- 香港鄧鏡波書院
- 慈幼英文學校（中學部）
- 慈幼英文學校（小學部）
- 鄧鏡波學校
- 德雅中學
- 德雅小學
- 聖母玫瑰書院
- 聖母書院
- 聖母小學
- 天主教母佑會蕭明中學
- 聖安多尼學校
- 中西區聖安多尼學校
- 慈幼葉漢小學
- 慈幼葉漢千禧小學
- 天主教慈幼會伍少梅中學

### 製作單位
- 大會主席　林仲偉神父
- 大會司儀　鄺佐輝先生
- 監製　　　冼杞然先生
- 創作總監　李劍華先生
- 行政總監　林祥佑先生
- 編劇　　　白耀燦先生
- 舞蹈創作　顏麗娜小姐
- 執行導演　余世騰先生
- 音樂創作　馬永齡先生
- 顧問　　　孫澤泉先生
- 統籌　　　辜滄石先生
- 美術總監　溫迪倫先生

## 序幕　水之讚頌、涓涓流水、雨傘嬉樂

### 旁白
“天主創造天地，起初混沌一片，然後天主在水面上創造了光，再在水與水之間創造了穹蒼。一滴水點，一顆雨露，是生命的泉源。水點雨露，潤澤無聲，匯聚成溪流，成江河，孕育萬物，生生不息…”

### 水之讚頌
表演單位：聖母玫瑰書院
一滴大螢光水點懸於半空，燈光聚焦水點。
一位女舞蹈員獨舞。

### 涓涓流水
表演單位：香港仔工業學校
隨風揚波。晃動成一條匯流的巨川，如黃河、若長江、似珠江…

### 雨傘嬉樂
表演單位：
持彩傘而出，在雨中翩舞，在舞台四角的水池嬉水。

## 第一幕　勞動之歌、青春舞曲、迷失的羊

### 旁白
“天主創造天地，當然也創造了中華大地。黃河、長江、珠江，河水滔滔，浪捲千彎，拍濤兩岸，千百年來，神州子孫，日出而作，日入而息，唱出了一闕闕的勞動之歌…”

### 勞動之歌
表演單位：德雅小學、德雅中學、慈幼葉漢千禧小學
捕撤網漁，哼著漁歌；
捕種下田，唱著農歌；
奔馬而出，譜奏牧歌。
漁歌、農歌、牧歌揉合成愉快的勞動之歌。

#### 旁白
“中華同胞，代代薪傳，新一代希望，就在青少年的成長。青少年純樸如羊，在青草地、溪水旁覓食；但是，青少年也容易陷入誘惑；如果少了教育，缺了福音，便會如羊走迷，誤入歧路。他們亟待著牧羊人的牧養…”

### 青春舞曲
表演單位：慈幼英文學校中學部、中西區聖安多尼學校、慈幼葉漢小學、聖母小學
年青人生活在青春之中，當中有拿草餵飼小羊，在牧羊的音樂聲中，羊兒閒適地走動、覓食。

### 迷失的羊
表演單位：慈幼英文學校中學部、中西區聖安多尼學校、慈幼葉漢小學 、聖母小學
一串串羊兒的啼叫聲。
牧羊的音樂起了變化，羊兒有些開始迷路，有些失去母親，孤單地徬徨無肋；有些爭食打架，欺負同伴，弱小的在受傷呻吟…

## 第二幕　破浪前航、慈父之歌、生命泉源、主內羊兒、樹木樹人

### 旁白
“1884年，鮑思高神父在夢境得到啟示，預言慈幼會傳教事業將會在中國發展。1906年，慈幼會的第二任總會長盧華神父，差遣了六位慈幼會士，遠赴重洋，由義大利出發，經地中海、印度洋、南中國海，到達了澳門，轉往香山，繼而北上韶關，以歡樂的歌聱，並幹活的工藝，建立了慈幼會的第一個會省…”

### 破浪前航
表演單位：慈青、慈幼英文小學、香港仔工業學校
海洋中出了大船，海浪伴著大船
船桅、帆桿的桅架策動著大船，鼓浪而出。
船頭尖長向前，多名傳教士，伴在船頭．並肩邁步前進。
航程中遇著風浪，全船頓感茫茫，忐忑不安。
帶頭神長帶領祈禱，全船重拾信心，至台中央停下…

### 慈父之歌
音樂：青年慈父鮑思高
表演單位：慈幼葉漢小學、聖母小學、慈幼英文學校中學部
船抵台中，船型解體，會士下船，向羊兒、民眾招手，部份回應呼喚，帶著好奇，迎接會士，撇下行李，與會士握手，更而幫手撘建「教堂」。青年人歡躍跳出：慈父之歌。

## 第三幕　群魔亂舞、猙獰鬼嚎、逼迫殉教

### 群魔亂舞
表演單位：香港鄧鏡波書院、慈青、慈幼英文學校中學部、天主教母佑會蕭明中學、

## 第四幕　聖母頌唱、燭光頌恩、大地庭院

### 大地庭院
背景音樂：上主庭院